# 台风 (小说)
《台风》（英語：Typhoon）是英国作家约瑟夫·康拉德的一部短篇小说，1899年开始写作，1902年1月至3月在Pall Mall 杂志连载，1902年由纽约的普特南公司出版全书，1903年，英国的海因曼公司出版《台风和其他故事》。

## 情节
《台风》可能基于康拉德海员生活的实际经验，以及约翰·贝斯特号船的真实事件，作者约瑟夫·康拉德本人形容那是“最近讨论多的事件”。
《台风》描写麦克沃伊尔船长指挥一艘英国制造、悬挂暹罗国旗的轮船“南山号”航行，遭遇了台风—太平洋西北部的一种热带气旋。其他人物包括年轻的尤克斯 - （最可能是康拉德的一个另我），和总工程师所罗门·鲁特。这部小说经典地唤起了世纪之交的航海生活。而据康拉德说，麦克威尔“从未在陆地上走过路”-在情感上与他的家人疏远，
他拒绝考虑绕过台风的替代方案，他面对强大的自然力量时，表现出不屈不挠的意志。